# Norderney
Norderney (frisó Nordeneach, baix alemany Nörderneei) és una illa frisona alemanya situada a l'oest de Juist i a l'est de Baltrum. De 14 quilòmetres de llargada i 2 d'amplada, té una superfície d'uns 25 km² i uns 6.000 habitants. Al cantó occidental hi ha un poble de nom homònim que és un important nucli turístic de platja.
Administrativament pertany al districte d'Aurich (estat de Baixa Saxònia), on té l'estatus de municipi.
S'hi pot accedir amb ferri o amb avió. A més, és una de les illes frisones on es pot accedir caminant quan la marea buida el mar de Wadden. Juntament amb Borkum és l'única illa frisona oriental on no està prohibit el trànsit amb cotxe.
Durant la Segona Guerra Mundial els nazis batejaren un camp de concentració de l'illa anglonormanda d'Alderney amb el nom de Norderney.

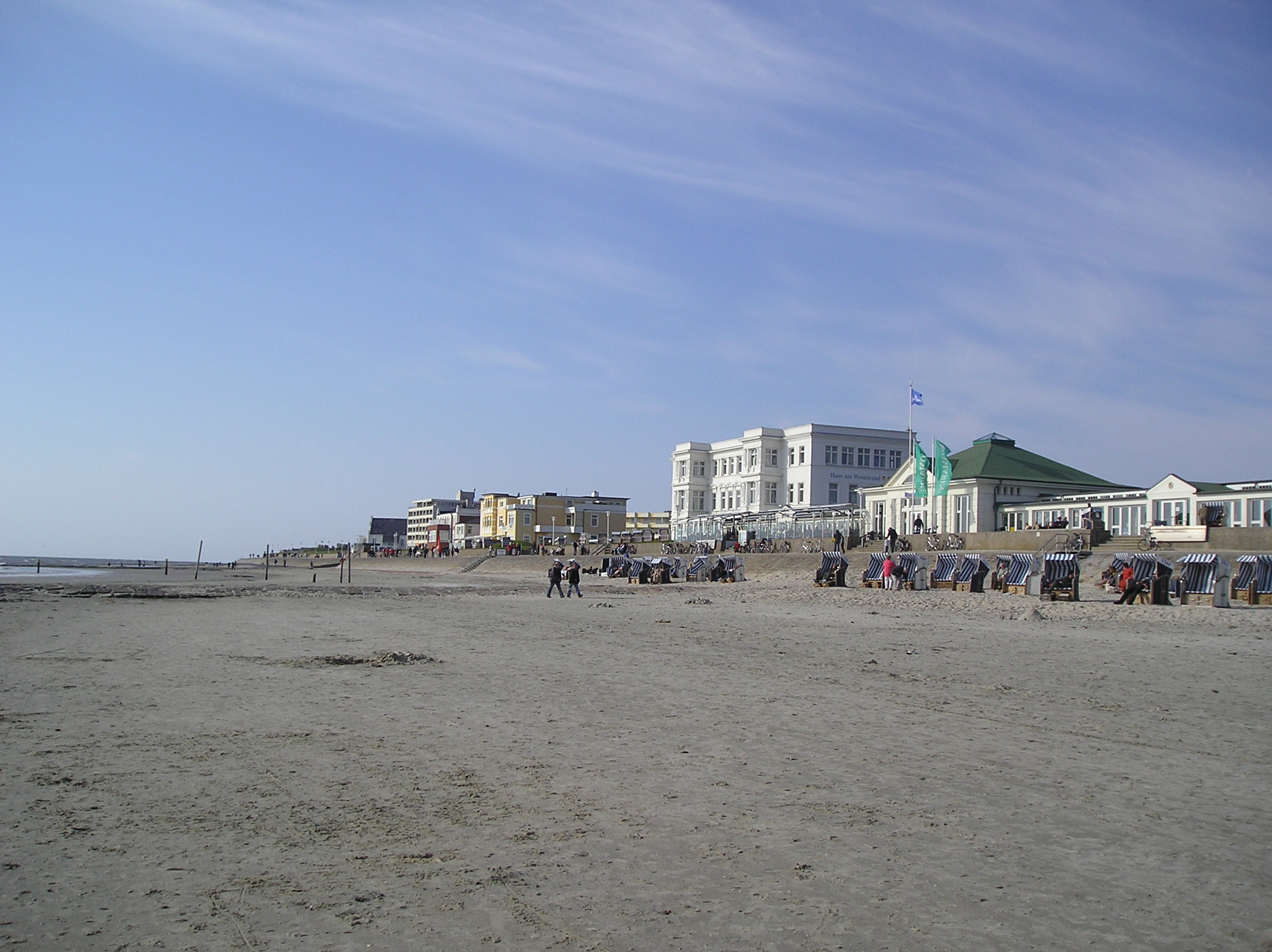
Platja de Norderney.